# Gunnar Sundman
Gunnar Isidor Sundman (Stoccolma, 15 aprile 1893 – Redding, 20 luglio 1946) è stato un nuotatore svedese, specializzato nello stile dorso.

## Biografia
La sua squadra di club fu lo Stockholms Kappsimningsklubb.
Rappresentò la Svezia ai Giochi olimpici estivi di Stoccolma 1912, dove fu eliminato in semifinale nei 100 m dorso.
In seguito emigrò poi negli Stati Uniti d'America dove continuò a nuotare e lavorò come ingegnere presso il Dipartimento dei Trasporti della California. Prestò servizio nella prima guerra mondiale.